# Џазар Ахмед-паша
Ахмед-паша ел Џазар (1720/30-тих - 7. мај 1804) био је османски намесник (валија) Сидона са седиштем у Акри (1775-1804). Служио је и као валија Дамаска у четири наврата, укупно девет година.

## Биографија
Џазар је био босанског порекла. Војну каријеру започео је у Египту, у служби Мамелука. Био је извршилац смртних казни Али Беја ел Кабира, стварног господара Египта. Добио је епитет "Џазар" што је значило месар. Надимак је стекао када је у заседи побио групу бедуина у знак одмазде због смрти свог господара. Сукобио се са Али Бејем 1768. године, када је одбио да изврши атентат на једног од својих некадашњих господара. Побегао је у Сирију, где је бранио Бејрут од удруженог напада руске морнарице и снага Захира ел Умира. Предао се и ступио у Захирову службу. Издао га је и побегао са новцем, након чега је од званичних власти постављен за команданта гарнизона у Акри. Године 1776/7. постављен је за валију Сидона са седиштем у Акри коју је снажно утврдио. Године 1795. по први пут је именован за намесника Дамаска. Повећавао је свој углед у Дамаску на штету породици Азм. Године 1799. учествује у борбама против Француза. Уз помоћ британске морнарице, Џазар је бранио Акру од снага Наполеона Бонапарте, присиљавајући Французе да се повуку из Палестине. Одбрана Акре учинила га је познатим у Европи. Умро је 1804. године, у тренутку када је био валија Дамаска и Сидона.